# Кокельманс, Герард
Герард Кокельманс (нидерл. Gerard Kockelmans; 5 мая 1925, Мерссен, провинция Лимбург — 7 сентября 1965, Бек, там же) — нидерландский композитор, хоровой дирижёр и музыкальный педагог.
Учился в консерваториях Маастрихта, Гааги и Утрехта, в том числе у Сема Дресдена и Кееса ван Баарена.
Основу творчества Кокельманса составляли традиционные жанры церковной хоровой музыки — хоралы, мотеты, мессы и т. п., которые он развивал с учётом новейших музыкальных течений — додекафонии и серийной музыки. Многие произведения Кокельманса исполнялись мужскими и смешанными хорами Нидерландов под его собственным руководством — в частности, Маастрихтским мужским хором.
После смерти Кокельманса собиранием и изучением его творческого наследия занималась его ученица Маргрит Элен.